# 10039 Keet Seel
10039 Keet Seel (1984 LK) là một tiểu hành tinh vành đai chính được phát hiện ngày 2 tháng 6 năm 1984 bởi Brian A. Skiff ở trạm Anderson Mesa thuộc Đài thiên văn Lowell. Nó được đặt theo tên the Keet Seel cliff dwellings thuộc Navajo National Monument.